# باتريشيا ليجراند
باتريشيا ليجراند (بالفرنسية: Patricia Legrand)‏ هي ممثلة فرنسية، ولدت في 1953 في فرنسا.

## أعمال

### مسلسلات
- مغامرات تان تان

## وصلات خارجية
- باتريشيا ليجراند على موقع IMDb (الإنجليزية)
- باتريشيا ليجراند على موقع قاعدة بيانات الفيلم (الإنجليزية)
- باتريشيا ليجراند على موقع كينوبويسك (الروسية)
- باتريشيا ليجراند على موقع ANN person (الإنجليزية)